# Chaceus
Chaceus is een geslacht van kreeftachtigen uit de klasse van de Malacostraca (hogere kreeftachtigen).

## Soorten
- Chaceus caecus Rodríguez & Bosque, 1990
- Chaceus cesarensis Rodríguez & Vilosia, 1992
- Chaceus curumanensis M. R. Campos & Valencia, 2004
- Chaceus davidi M. R. Campos & Rodríguez, 1984
- Chaceus ibiricensis M. R. Campos & Valencia, 2004
- Chaceus motiloni Rodríguez, 1980
- Chaceus nasutus Rodríguez, 1980
- Chaceus pearsei (Rathbun, 1915)
- Chaceus turikensis Rodríguez & Herrera, 1994